# 南必皇后
南必皇后（13世纪—1294年之后），弘吉剌氏，元世祖忽必烈的第二任皇后，纳陈孙仙童之女。
出生年份没有记载。至元二十年（1283年），纳为皇后，继察必皇后守正宫。当时元世祖年老，宰相、大臣常常不得与皇帝相见，南必皇后就颇能干预朝政，宰臣都通过皇后奏事。南必皇后有子一人，名叫铁蔑赤，是忽必烈最年幼的兒子。

## 延伸阅读
[在维基数据编辑]
 《元史·卷114》，出自宋濂《元史》
 《新元史/卷104》，出自柯劭忞《新元史》